# Белогорлая якамара
Белогорлая якамара (лат. Galbula tombacea) — вид птиц из семейства якамаровых.
Вид распространён в Колумбии, на северо-западе Бразилии, севере Эквадора и Перу. Живёт в тропических и субтропических влажных лесах, в болотистых местностях и вдоль берегов рек.
Птица длиной 19—23,5 см и массой 21—25 г. Длинный, прямой, заострённый клюв чёрного цвета. Большая часть тела ярко-зелёного цвета. Брюхо и нижняя часть длинного хвоста красноватого цвета, менее насыщенного чем у самки. Макушка головы и лоб серовато-коричневые. Под клювом есть небольшое белое пятно.
Питается насекомыми. Гнездо обустраивает в норе, которую выкапывает в термитниках, на склонах оврагов или обрывистых берегах рек.